# Eunidia breuningae
Eunidia breuningae är en skalbaggsart som beskrevs av Jean François Villiers 1950. Eunidia breuningae ingår i släktet Eunidia och familjen långhorningar.
Artens utbredningsområde är:
- Niger.
- Senegal.

Inga underarter finns listade i Catalogue of Life.